# Nederlandse Bridge Bond
De Nederlandse Bridge Bond (NBB) is een vereniging in 1930 opgericht door luitenant-kolonel A.J.E. Lucardie (1875). Het bondsbureau is gevestigd in Nationaal Denksport Centrum Den Hommel in de Utrechtse wijk Oog in Al. De leden van de bond zijn de bridgeverenigingen waarbij de leden van die verenigingen individueel in de ledenadministratie van de bond opgenomen worden. Ook personen zonder lidmaatschap van een bridgeclub kunnen in de ledenadministratie van de bond opgenomen worden.

## Historie
In Nederland werd bridge populair omstreeks 1930, vooral onder invloed van de broers Frits en Ernst Goudsmit. Toen kolonel Lucardie de Nederlandsche Bridge Bond oprichtte, was bridge een spel dat in deftige salons door heren in smoking werd gespeeld. Lang bleef bridge dat elitaire karakter behouden en het ledental van de bond bleef tussen 10- en vijftienduizend hangen. 
In de naoorlogse jaren waren het Herman W. Filarski en André Boekhorst die enorme impulsen hebben gegeven aan de verbreiding van het spel. In de jaren zeventig werd bridge een zeer populaire sport en het ledental van de bond explodeerde. Ook bridgers in spijkerbroek deden hun intrede. 
De Nederlandse Bridge Bond behoort tot de snelle groeiers. In 1980 telde de bond 40.000 leden. In 1995 werd, mede door het succes van de van Start tot Finish-lesmethode, de 100.000-mijlpaal bereikt, verdeeld over zo'n 1000 clubs. In 2000 waren er 110.000 leden. In 2014 zijn er ongeveer 1050 verenigingen met in totaal 115.000 bridgespelers lid van de NBB. De aangesloten verenigingen zijn georganiseerd in 25 districten. Het Bondsbestuur wordt gekozen door de Algemene (leden)vergadering.
De Nederlandse Bridge Bond hoort tot de elf grootste sportbonden van Nederland en is, na de Amerikaanse en de Franse, de derde bridgebond ter wereld.

## Meesterpunten
Meesterpunten voor bridgespelers werden al in 1935 in de Verenigde Staten ingevoerd, in Finland in 1946 en in West-Duitsland in 1957. Op 1 mei 1965 werden de meesterpunten in Nederland geïntroduceerd.  Na het eerste jaar had Piet Boender al 5.840 punten verdiend, Leo Oudshoorn volgde op de 2de plaats en Hans Kreijns op de 3de plaats. Kreijns en Bob Slavenburg werden later dat jaar  wereldkampioen paren in de RAI in Amsterdam waarna Kreijns jarenlang aan de top van de ranglijst stond. Toen hij in 2012 overleed had hij 287.228 meesterpunten, pas in 2015 ging Anton Maas hem voorbij.

Punten worden verdiend door goede prestaties te leveren. 
| - 500 = Clubmeester - 2.000 = Districtsmeester - 5.000 = Regionaalmeester | - 10.000 = Kandidaat Bondsmeester - 15.000 = Bondsmeester - 30.000 = Nationaal Meester | - 60.000 = Nationaal Meester met kroon - 100.000 = Nationaal Meester met twee kronen - 150.000 = Nationaal Meester met drie kronen |

Op 1 maart 2015 waren er 92.395 leden die meesterpunten hadden, 31.476 van deze spelers hadden nog geen titel. Anton Maas staat sinds begin 2015 met 287.432 punten aan de leiding, gevolgd door zijn levenspartner Bep Vriend (270.647), Jan Jansma (261.238) en Berry Westra (243.183).

## Nederlands team
De NBB is verantwoordelijk voor het samenstellen van een team dat Nederland vertegenwoordigt op internationale toernooien zoals het Europees Kampioenschap Bridge, de Bermuda Bowl (Wereldkampioenschap voor open teams) en de Venice Cup (Wereldkampioenschap voor vrouwenteams). 
De selectieprocedure voor de samenstelling van een vertegenwoordigend team is in het verleden wisselend geweest. Tot voor een aantal jaren werden selectiewedstrijden gehouden, tegenwoordig worden de paren aangewezen door de door de NBB aangestelde bondscoach/captain. Ton Bakkeren en Anton Maas zijn verantwoordelijk voor het Open team. Bij de vrouwen vormen Alex van Reenen en Hans Kelder de staf.

## Evenementen
De laatste jaren manifesteert de NBB zich steeds nadrukkelijker met de organisatie van allerlei grote en bijzondere activiteiten. Op 21 mei 2000 werd de grootste bridgewedstrijd aller tijden in de Amsterdam Arena georganiseerd met 3086 bridgers. Enkele maanden later werd de World Bridge Olympiad in het MECC te Maastricht gespeeld.
In 2011 werd in NH Koningshof te Veldhoven de wereldkampioenschappen voor landenteams georganiseerd. Nederland won bij de open teams de gouden medaille, de dames wonnen brons.

## StepBridge
Eind 2001 begon de NBB met StepBridge een eigen internetbridgeclub. De club groeide binnen een jaar naar vijfduizend betalende leden en had in 2014 zevenduizend leden. Bijna de klok rond wordt er zo bridge gespeeld, door deelnemers over de hele wereld, veelal met Nederlandse wortels. Er bestaan ook veel internationale websites voor bridgers, zoals Bridgebase.com (BBO).

## Bridgemate

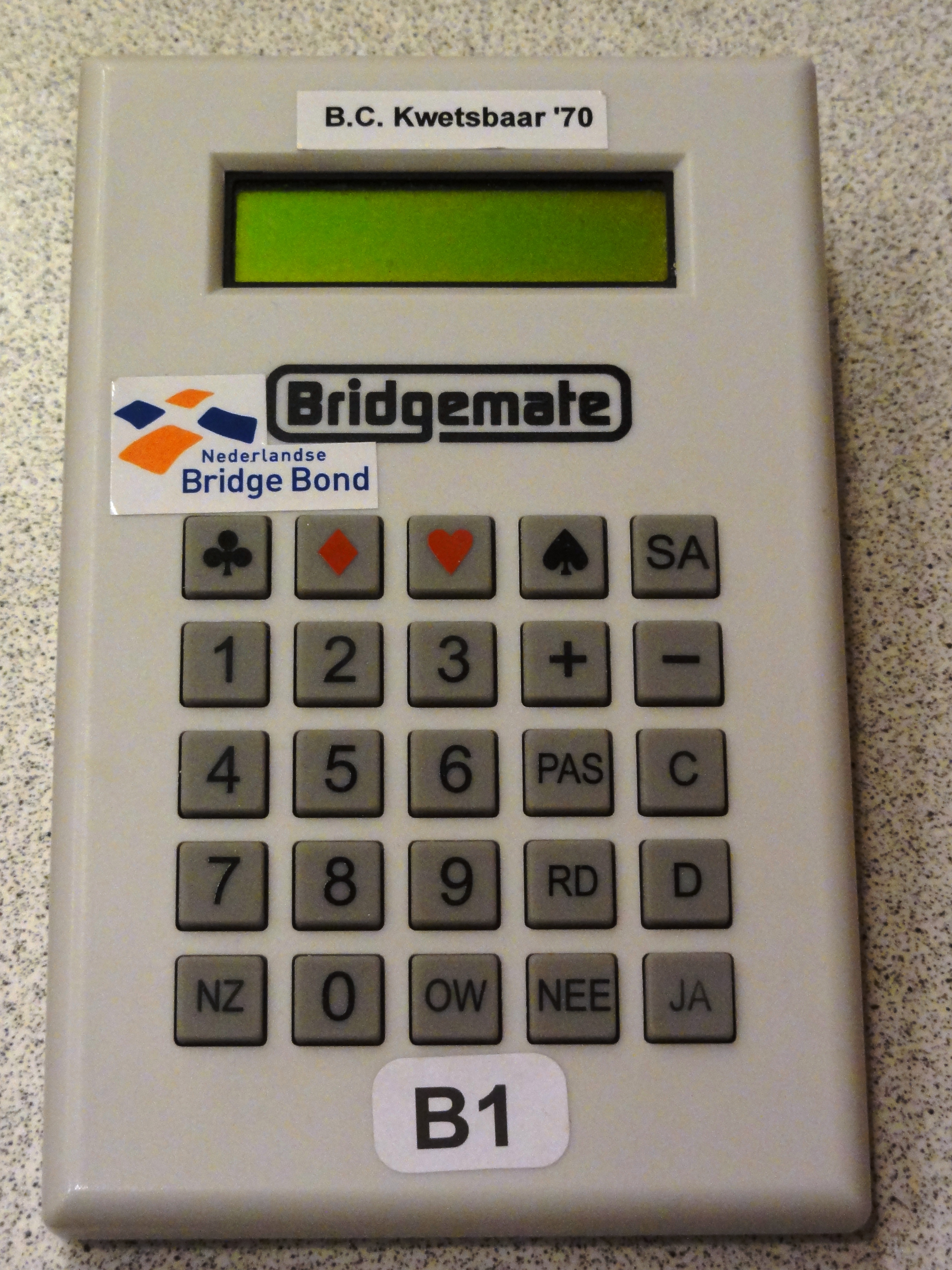
Bridgemate Pro

In 2005 reikt de NBB de Hunebedtrofee uit aan Ron Bouwland voor het ontwikkelen van de Bridgemate. Bridgemate is een registratiesysteem waarmee aan elke tafel de behaalde scores op een spel elektronisch kunnen worden opgeslagen hetgeen de verwerking erg vereenvoudigt. Er zijn twee versies in gebruik: Bridgemate Pro en de modernere Bridgemate II die beide een draadloze verbinding hebben met de computer om de scores uit te kunnen lezen. Het verouderde model Bridgemate Classic, dat met behulp van een kabeltje aan de computer moet worden verbonden, is in onbruik geraakt. Ook de World Bridge Federation en European Bridge League gebruiken de Bridgemate bij hun wedstrijden.

## Ledenaantallen
Hieronder de ontwikkeling van het ledenaantal en het aantal verenigingen:
| Jaar | Ledenaantal | Verenigingen |
| ---- | ----------- | ------------ |
| 2019 |             | 1.049        |
| 2018 |             | 1.075        |
| 2017 | 115.774     | 1.008        |
| 2016 | 115.813     | 1.024        |
| 2015 | 115.713     | 1.061        |
| 2014 | 115.845     | 1.066        |
| 2013 | 114.315     | 1.061        |
| 2012 | 116.169     | 1.074        |
| 2011 | 117.036     | 1.068        |
| 2010 | 115.785     | 1.067        |
| 2009 | 115.549     | 1.047        |
| 2008 | 114.310     | 1.047        |
| 2007 | 115.736     | 1.057        |
| 2006 | 116.291     | 1.057        |
| 2005 | 114.824     | 1.056        |
| 2004 | 115.170     | 1.062        |
| 2003 | 115.633     | 1.077        |
| 2002 | 116.400     | 1.092        |
| 2001 |             | 1.088        |
| 1999 | 110.889     | 1.098        |
| 1996 | 102.758     | 1.058        |
| 1993 | 92.553      |              |
| 1990 | 72.587      |              |
| 1987 | 63.737      |              |
| 1984 | 52.258      |              |
| 1981 | 39.646      |              |
| 1978 | 35.000      |              |